# ドアの向こう
「ドアの向こう 〜SAYONARA T〜」（ドアのむこう サヨナラ T）は、1986年11月5日に発売された角松敏生通算10作目のシングル。

## 解説
「ドアの向こう」はシングルのみの収録曲。角松によれば、古いソウルの味をもったムード歌謡をやりたいと思った曲だという。当時の自分自身そのものを歌っているが、このときの思い出はすでに優しさに変わっているとし、自分にとってせつなくてあたたかい曲だという。カップリングの「WE CAN DANCE」も、シングルのみの収録曲。両曲ともベスト・アルバム『1981-1987』に収録された。

## 収録曲

### Side A
1. ドアの向こう〜SAYONARA T〜
  - 角松敏生 作詞 · 作曲 · 編曲、数原晋 ブラス編曲、大谷和夫 ストリングス編曲
  - Dedicated to memories of Y

### Side B
1. WE CAN DANCE
角松敏生 作詞 · 作曲 · 編曲、数原晋 ブラス編曲

## ミュージシャン

### ドアの向こう 〜SAYONARA T〜
- VOCAL, BACKGROUND VOCALS : TOSHIKI KADOMATSU
- DRUMS : TAKEO KIKUCHI
- BASS : TOMOHITO AOKI
- GUITAR : MASAHIRO IKUMI
- ACOUSTIC GUITAR SOLO : CHUEI YOSHIKAWA
- ACOUSTIC PIANO, FENDER RHODES : YOSHIHIRO TOMONARI
- KEYBOARDS : YUZO HAYASHI
- SAXOPHONE & SOLO : JAKE H.CONCEPTION
- TRUMPET : SHIN KAZUHARA, TOSHIO ARAKI
- TROMBONE : KENJI NISHIYAMA
- PERCUSSION : OBAO NAKAJIMA
- STRINGS : TOMODA GROUP
- BACKGROUND VOCALS : HIDEKI FUJISAWA

### WE CAN DANCE
- VOCAL, GUITAR & SOLO, BACKGROUND VOCALS : TOSHIKI KADOMATSU
- DRUMS : HIROKAZU AKIYAMA
- BASS : TOMOHITO AOKI
- ACOUSTIC PIANO, FENDER RHODES, KEYBOARDS : YOSHIHIRO TOMONARI
- KEYBOARDS : SOICHI NORIKI, YUZO HAYASHI
- TRUMPET : SHIN KAZUHARA, TOSHIO ARAKI
- TROMBONE : KENJI NISHIYAMA
- SAXOPHONE : JAKE H.CONCEPTION
- BACKGROUND VOCALS : YURIE KOKUBU, YASUHIRO KIDO, KIYOSHI HIYAMA

## クレジット
- 担当ディレクター：岡村右